# Just Like Heaven
 Just Like Heaven  — це пісня гурту «The Cure», яку написав Роберт Сміт. Вона була видана у жовтні 1987 року, як третій сингл з альбому «Kiss Me, Kiss Me, Kiss Me».

## Історія створення
Для того, щоб створити матеріал для Kiss Me, Kiss Me, Kiss Me, Сміт змушував себе писати музику 15 днів кожного місяця. У такому режимі роботи він придумав акорди і мелодію, згодом сформували пісню «Just Like Heaven». Пізніше Сміт зрозумів, що те, що він написав, за структурою було дуже схоже на «Another Girl, Another Planet» — хіт групи The Only Ones 1979 року випуску. Коли він приніс інструментальну демонстрацію пісні на звукозаписну студію, барабанщик групи Борис Вільямс прискорив темп композиції та додав барабанний Вступ, який надихнув Сміта вводити кожен інструмент окремо в пісню, по черзі.
Коли Французьке телевізійне шоу Les Enfants du Rock попросило The Cure скласти їм вступну композицію, Сміт запропонував їм інструментальну версію пісні. Як він пояснив,»це дозволило б мільйоном європейців ознайомитися з піснею ще до того, як вона була б випущена". Він завершив написання тексту коли група переїхала до студії Miraval, розташованої в Ле-Валі (регіон Прованс — Альпи — Лазурний Берег). Група швидко закінчила пісню, і Сміт визнав, що вона є найочевиднішим кандидатом на сингл із усіх записаних за ті два тижні, що вони провели в Miraval.

## Варіанти видань синглу
7" — Fiction / Fics 27 (UK)
1. «Just Like Heaven» [edited remix] (3:17)
2. «Snow in Summer» (3:26)

7" — Elektra / 7 69443 (U.S.)
1. «Just Like Heaven» [edited remix] (3:17)
2. «Breathe» (4:47)

12" — Fiction / Ficsx 27 (UK)
1. «Just Like Heaven» [remix] (3:29)
2. «Snow in Summer» (3:26)
3. «Sugar Girl» (3:14)

- also released on CD Fixcd 27

12" — Elektra / 0 66793 (U.S.)
1. «Just Like Heaven» [remix] (3:29)
2. «Breathe» (4:47)
3. «A Chain of Flowers» (4:55)